# 德遐
宗室德遐（转写：Uksun Dehiya，1784年1月18日—1828年9月22日，乾隆四十八年十二月二十六日辰時－道光八年八月十四日午時），字號不詳。清朝遠支宗室鑲白旗第三族奕字輩，清朝政治人物。

## 生平
嘉慶九年（1804年）中式甲子科宗室鄉試舉人。
嘉慶十年（1805年）中式乙丑科第三甲第一百三十三名同進士出身。五月，授宗人府額外主事。
十四年（1809年）六月，實授宗人府主事。
十八年（1813年）三月，差授戶部三庫檔房主事。
二十一年（1816年）六月，差滿，回任宗人府主事。
道光八年（1828年）八月十四日卒，年四十六歲。

## 家庭及關聯
- 六世祖：肅武親王豪格（1609年－1648年），清太宗文皇帝第一子，封和碩肅親王，授靖遠大將軍，革爵幽禁自盡；後追復肅親王，諡武，配饗太廟。
- 五世祖：顯懿親王富綬（1643年－1670年），豪格第四子，襲封和碩親王，改號為和碩顯親王，諡懿。
- 高祖父：顯密親王丹臻（1665年－1702年），富綬第四子，襲封和碩顯親王，諡密。
- 曾祖父：追封肅親王成信（1688年－1758年），丹臻第二子，封三等奉國將軍，官至頭等侍衛，追封和碩肅親王。
- 祖父：宗室永恒（1732年－1792年），成信第四子，閑散。
- 父：宗室春慶（1753年－1818年），永恒第一子，宗學副管，革退。
- 母：董阿氏，春慶正室，永祥之女。
- 德遐排行第一，有二弟：
  - 德崇額（1804年－1806年），過繼予胞叔春圖為嗣，早卒。
  - 惠遐（1808年－1842年），過繼予胞叔春圖為嗣，閑散。

### 妻妾
- 正室：佟佳氏，吉福之女。
- 繼室：瓜爾佳氏，海明之女。
- 無側室。

### 子女
有二子。
- 長子：懷塔布（1804年－1830年），閑散。
- 次子：伊禮布（1811年－1811年），早卒。